# Iszetnofret
Iszetnofret (vagy Ízisz-Nofret, „A gyönyörű Ízisz”) II. Ramszesz egyiptomi fáraó felesége, Merenptah fáraó anyja. Ramszesz egyik legmagasabb rangú felesége volt, egyike annak a kettőnek, akik a fáraó uralkodásának kezdetétől a nagy királyi hitves címet viselték. Jóval kevesebb emlékművön maradt fenn neve, mint a másik királynéé, Nofertarié.

## Élete
Iszetnofret származásáról semmit nem tudunk. Egyes feltételezések szerint kánaáni származású lehetett, mivel legidősebb lánya, Bintanath neve kánaáni eredetű, jelentése „Anat lánya”, de Anat kánaáni istennőt Egyiptomban is tisztelték, és Ramszesz más gyermekei is viselnek idegen eredetű neveket. Más elméletek szerint Iszetnofret rokonságban állt a XVIII. dinasztia utolsó fáraójával, Horemhebbel, a fáraó sírjában ugyanis találtak két, Bintanath nevét viselő usébti-szobrocskát.
Ramszesz még trónra lépése előtt vette feleségül Iszetnofretet, nagyjából ugyanakkor, amikor Nofertarit, és a két királyné gyermekei is nagyjából egy időben születtek. Iszetnofret és Nofertari gyermekei közt Ramszesz, úgy tűnik, nem tett különbséget; az Abu Szimbel-i nagy templom homlokzatán, bár Iszetnofret szobrai nem szerepelnek, két gyermekéé igen.
Ramszesznek és Iszetnofretnek legalább négy közös gyermeke született:
- Ramszesz, aki a fáraó második fia volt, és trónörökös a 25. uralkodási évtől (féltestvére halálától) az 50. évig, amikor meghalt.[4]
- Bintanath, Ramszesz elsőszülött lánya, később királyné.[5]
- Haemuaszet, Ramszesz negyedik fia, Ptah memphiszi főpapja, trónörökös az 50. és 55. uralkodási év között.[5]
- Merenptah fáraó, Ramszesz 13. fia és utóda a trónon.

A névazonosság alapján feltételezték, hogy az ő lánya Ramszesz hatodik lánya, Iszetnofret hercegnő is, aki talán azonos a Merenptah feleségeként említett Iszetnofrettel; őt azonban nem említik azok a sztélék, amik együtt ábrázolják Ramszeszt és Iszetnofretet közös gyermekeikkel. Iszetnofretről kaphatta a nevét fiának, Haemuaszetnek lánya. Elképzelhető, hogy ez a lány volt Merenptah Iszetnofret nevű felesége, nem pedig Ramszesz azonos nevű lánya. Merenptah egy feltételezett lányát szintén Iszetnofretnek hívták.
Iszetnofret legtöbb említése Alsó-Egyiptomból származik, míg Nofertarié Felső-Egyiptomból, ennek alapján feltételezték, hogy szerepkörüket földrajzi szempontok alapján is megosztották. Mivel Alsó-Egyiptomból az éghajlat miatt kevesebb műemlék maradt fenn jó állapotban, és Iszetnofretnek a sírját sem találták meg, kevesebbet tudni róla, mint Nofertariról, ennek köszönhető az elterjedt vélekedés, miszerint Nofertari volt Ramszesz „kedvenc” felesége. Nofertari halála után (kb. a 24. uralkodási évtől) Iszetnofret lett a legfőbb királyné, bár a nagy királyi hitves címet ekkor már többen is viselték, többek között saját lánya, Bintanath.
Iszetnofret a 34. uralkodási év körül halhatott meg. Sírját nem találták meg, de feltehetőleg a Királynék völgyében van. Egy osztrakon említi a munkálatokat Iszetnofret és Meriatum herceg sírján. Szobrai, képei közül is kevés maradt fenn; ezek egyike egy asszuáni sztélé, melyet fia, Haemuaszet állíttatott; ezen Hnum isten előtt láthatjuk Ramszeszt, Iszetnofretet és négy gyermeküket, Haemuaszetet, Ramszeszt, Bintanathot (már királynéként), és Merenptahot. Egy másik, Gebel esz-Szilszile-i sztélén, ami a 34. évben készült, szintén ezeket a családtagokat ábrázolják. Merenptah fáraó szintén megemlíti egy szentélyén.
Címei: Nagy királyi hitves (ḥmt-nỉswt wr.t), A király felesége (ḥmt-nỉswt), Nagy tiszteletben álló (wrt-ḥzwt), Örökös hercegnő (ỉrỉỉ.t-pˁt), Az egész föld asszonya (ḥnwt-t3.wỉ-tm), A király anyja (mwt-nỉswt).

## Említései
Iszetnofret neve számos feliraton és kis szobron szerepel, főleg Ramszesz 25. uralkodási éve utántól. Legtöbb említése összefügg fiaiéval.
- Egy asszuáni családi sztélé felső regiszterében II. Ramszesz és Iszetnofret láthatóak Hnum isten előtt, az alsóban Ramszesz herceg, Bintanath hercegnő-királyné és Merenptah herceg.[18]
- Egy nyugat-szilszilei családi sztélé Ptah és Nofertum istenek előtt ábrázolja II. Ramszeszt, Iszetnofretet, Bintanathot és a jóval kisebb méretben ábrázolt Haemuaszetet; az alsó regiszterben Ramszesz és Merenptah hercegek láthatóak.[18]
- Egy hercegszobor (Brussels E.7500), mely fiát, Haemuaszetet ábrázolja, megemlíti Iszetnofretet is.[18]
- Ramszesz és Haemuaszet hercegek szoborcsoportja (Louvre 2272): szövege szerint Haemuaszet, a király fia, Ptah szem-papja és Ramszesz, a királyi írnok, a tábornok, a király fia áldozatot mutatnak be. A szöveg említi anyjukat, Iszetnofret királynét is.[18]
- Szoborfej (Brussels E.5924): a jobb vállán feltűnik Iszetnofret neve.[18]
- Haemuaszet naofór (kezében kis szentélyt tartó) szobrának szövege is megemlíti anyját: hátoszlopán az „Iunmutef-pap, a nagy királyi hitves Iszetnofret fia, Ptah szem-papja, Haemuaszet” szöveg olvasható.[18]
- Egy dombormű Horemheb sziklaszentélyében Haemuaszet herceget ábrázolja, a fölötte lévő szöveg említi Iszetnofretet.[18]
- Egy abüdoszi temetőben talált usébtik egyikén Iszetnofret kártusa áll.[19]
- Merenptah nyugat-szilszilei sziklatemploma: egy jelenetben II. Ramszesz és a kezében szisztrumot tartó Iszetnofret a vízilóként ábrázolt Tauret istennő, valamint Thot és Nut előtt állnak.[19]